# Xiahou Hui
Xiahou Hui war ein Offizier der chinesischen Wei-Dynastie zur Zeit der drei Reiche.
Er war der dritte Sohn des verdienstvollen Generals Xiahou Yuan und schon in seiner Jugend für seine Schriftkunst bekannt. Nach seines Vaters Tod im Jahre 219 übernahm er mit seinen vier Brüdern einen Teil der Truppen seines Vaters und diente mit seinem jüngeren Bruder Xiahou He an der Südgrenze, wo er die Nördlichen Expeditionen des Shu-Regenten Zhuge Liang abwehrte.